# Ontstaan en evolutie van sterrenstelsels
Het onderzoek naar het ontstaan en de evolutie van sterrenstelsels is gerelateerd aan het onderzoek hoe het universum, van een homogeen begin, geëvolueerd is naar het complexe heterogeen van nu: de formatie van de eerste sterrenstelsels, hoe sterrenstelsels na verloop van tijd veranderen, en de processen die verantwoordelijk zijn voor het ontstaan van de variatie aan structuren die we in nabije sterrenstelsels observeren.
Een hypothese is dat sterrenstelsels zich vormden, volgens 'structure formation' theorieën, ten gevolg van kleine kwantumfluctuaties in de nadagen van de oerknal. Het eenvoudigste model hiervoor, dat overeenstemt met wat er geobserveerd wordt, is het "Lambda-Cold Dark Matter" of "Λ-CDM" model, dat wil zeggen dat samenklonteren en samensmelten de redenen zijn dat sterrenstelsels in massa toenemen, en verantwoordelijk kunnen zijn voor het tot stand komen van hun vorm en structuur.

## Vaak geobserveerde eigenschappen van sterrenstelsels

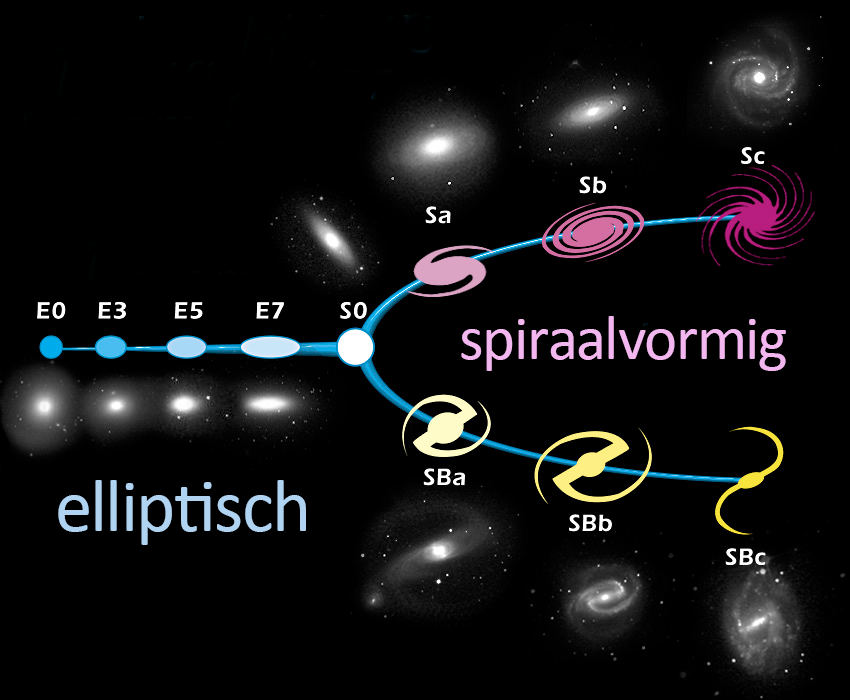
Stemvorkdiagram of hubble-classificatie

Omdat het niet mogelijk is om experimenten in het heelal uit te voeren, is de enige mogelijkheid om theorieën te testen door waarnemingen met elkaar te vergelijken. Verklaringen omtrent hoe sterrenstelsels ontstaan zijn moeten dus overeenkomen met en kunnen voorspellen wat er wordt waargenomen in het heelal. Objecten in de eerste fase van de vorming van sterrenstelsels worden protosterrenstelsel genoemd.
Edwin Hubble heeft het eerste classificatiesysteem voor sterrenstelsels gepubliceerd, wat bekend is als het stemvorkdiagram of hubble-classificatie. Het verdeelt sterrenstelsels onder in elliptische sterrenstelsels, normale spiraalvormige sterrenstelsels, balkspiraalstelsels zoals de Melkweg en onregelmatige sterrenstelsels. Deze sterrenstelsels vertonen de volgende eigenschappen die de huidige theorieën kunnen verklaren:
- Veel van de geobserveerde eigenschappen wijzen erop dat er fundamenteel twee verschillende sterrenstelsels zijn: Sterrenstelsels die blauwe sterren vormen en die meer overeenkomen met spiraalstelsels, en rode, niet stervormende sterrenstelsels die meer van de elliptische weg hebben.
- Spiraalstelsels zijn nogal dun, met een hoge dichtheid, en roteren relatief gezien snel, terwijl sterren in elliptische stelsels een willekeurige omlooporiëntatie vertonen.
- Het overgrote deel van de massa van sterrenstelsels bestaat uit donkere materie, een soort materie die niet te observeren valt, en wellicht alleen via de zwaartekracht interactie aangaat met andere materie.
- De meerderheid van grote sterrenstelsels hebben een superzwaar zwart gat in hun centrum, welk een massa heeft van enkele honderdduizenden tot miljarden zonsmassa's.
- De hoogte van het metaalgehalte heeft een positieve invloed op de absolute helderheid van een sterrenstelsel.

Het is een bekende misvatting dat Hubble verkeerd geloofde dat zijn stemvorkdiagram een evolutionaire reeks voorstelde voor sterrenstelsels, van elliptisch, via lensvormig naar spiraal. Dit is niet het geval, in plaats daarvan vertoont het diagram een evolutie van simpel naar complex en zijn er geen chronologische aspecten in bedoeld. Astronomen geloven tegenwoordig dat schijfsterrenstelsels waarschijnlijk eerst zijn gevormd en daarna door samensmelten van sterrenstelsels in elliptische stelsels zijn geëvolueerd.

## Het vormen van schijfsterrenstelsels
De eerste fase van de evolutie van sterrenstelsels is de formatie. Als een stelsel zich vormt, is het in een schijfvorm en noemt men het een spiraalstelsel vanwege de spiraalachtige armen in de structuur van de schijf. Er zijn verschillende theorieën over hoe deze schijfachtige distributie van sterren uit een gaswolk plaatsvindt. Echter zijn er nog geen die de geobserveerde resultaten volledig kunnen verklaren.
Het Lambda-ColdDarkMatter model is een kosmologisch model dat de formatie van het universum verklaart na de oerknal. Het is een relatief simpel model dat vele eigenschappen van het hedendaagse heelal voorspelt, inclusief de relatieve frequentie van verschillende sterrenstelseltypen, echter schiet het te kort bij het verklaren van de hoeveelheid dunne schijfstelsels. De reden hiervoor is de voorspelling van een groot aantal samensmeltingen. Als schijfstelsels zich samenvoegen met een ander stelsel met vergelijkbare massa (ten minste vijftien procent van de eigen massa), zal de samensmelting waarschijnlijk de schijfstructuur verwoesten, of op zijn minst toch flink in de war schoppen. Het nieuwe stelsel wordt dan niet verwacht nog langer een schijfvorm te hebben (zie de tekst hieronder). Hoewel dit een onopgelost vraagstuk voor astronomen blijft, hoeft het niet te betekenen dat het Lambda-CDM model compleet verkeerd is, maar liever dat het nog voor verbetering vatbaar is.

## Samensmelting van stelsels en de formatie van elliptische stelsels

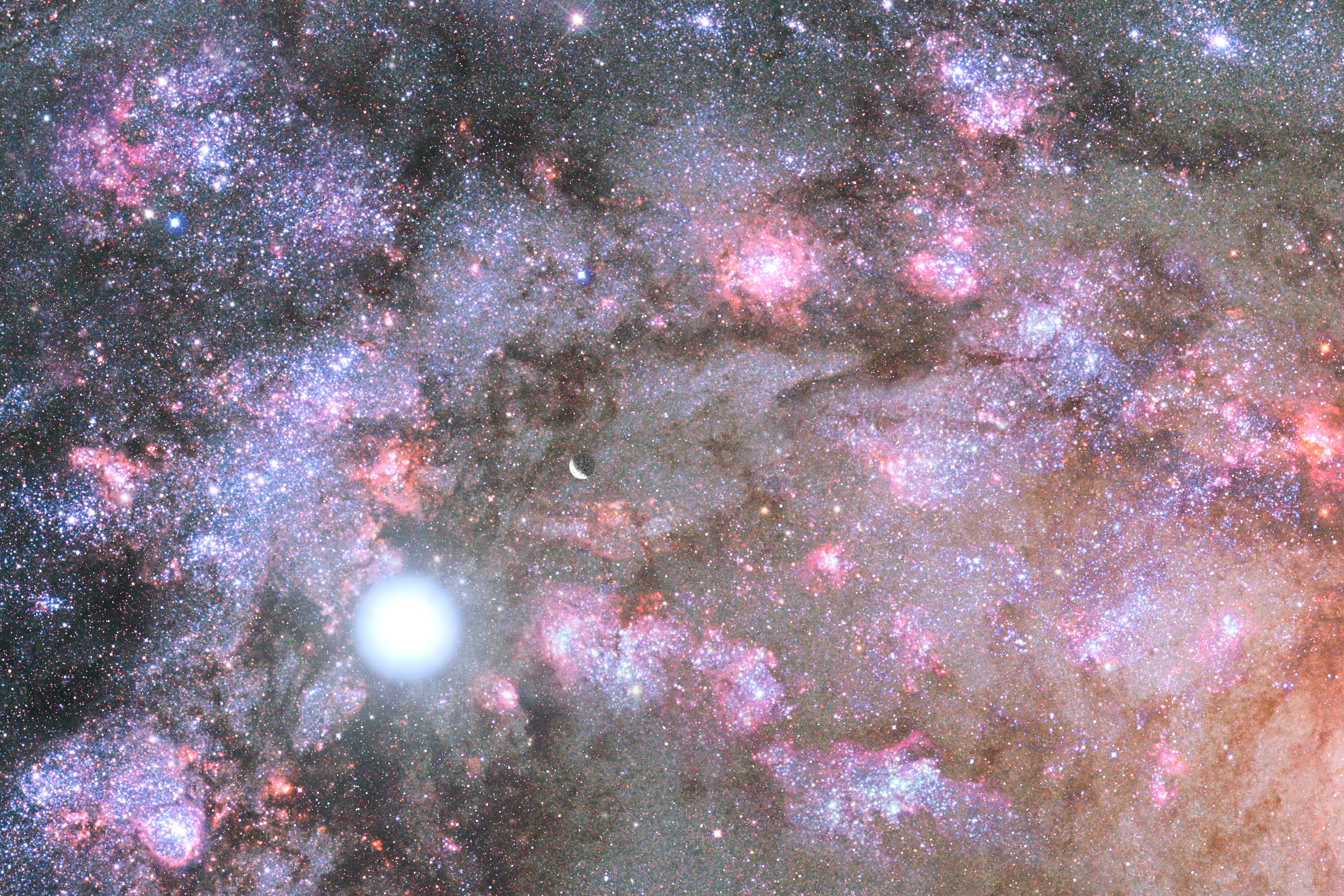
Artistieke impressie van een hoog gehalte sterrengeboorten diep in de kern van een jong, uitzettend elliptisch sterrenstelsel.

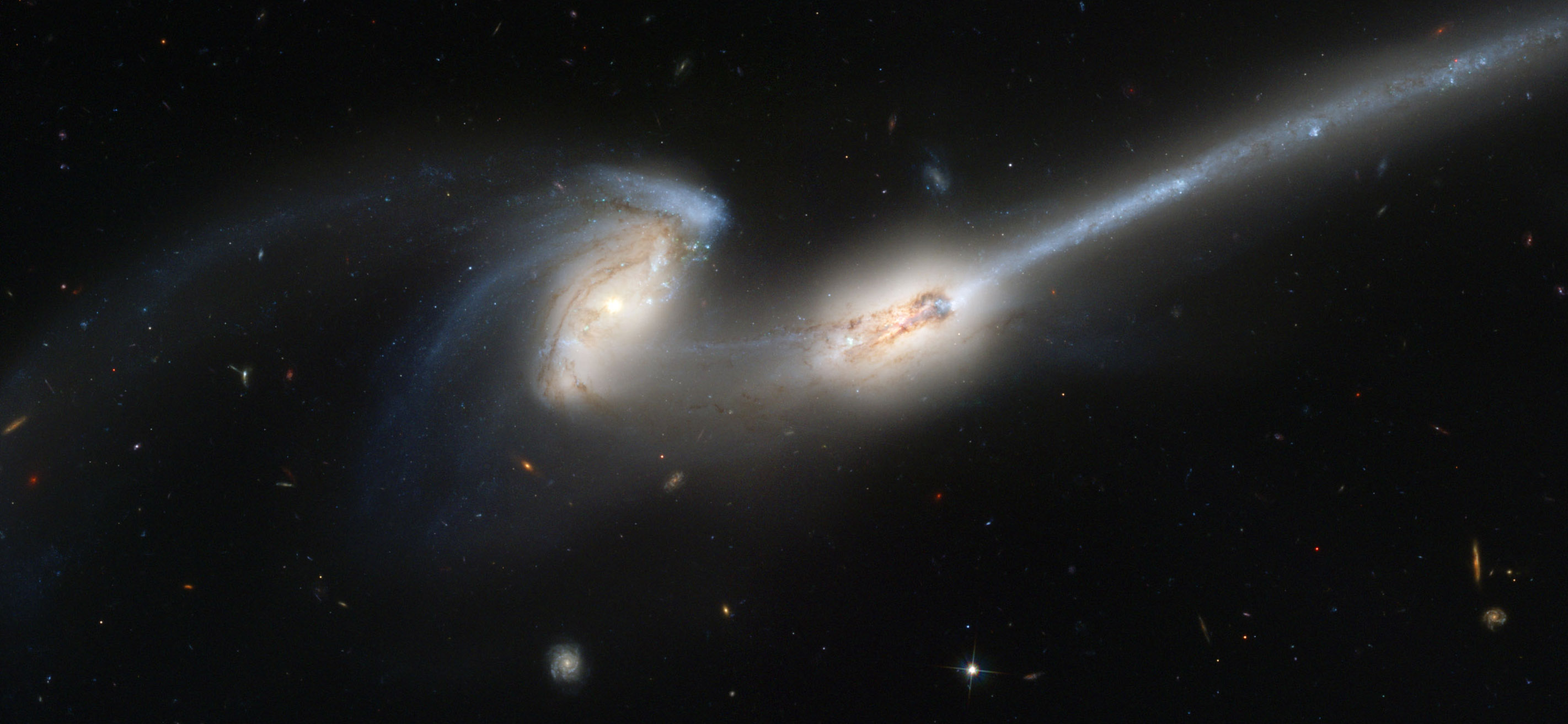
NGC 4676 (oftewel 'de muizen') is een voorbeeld van een samensmelting.

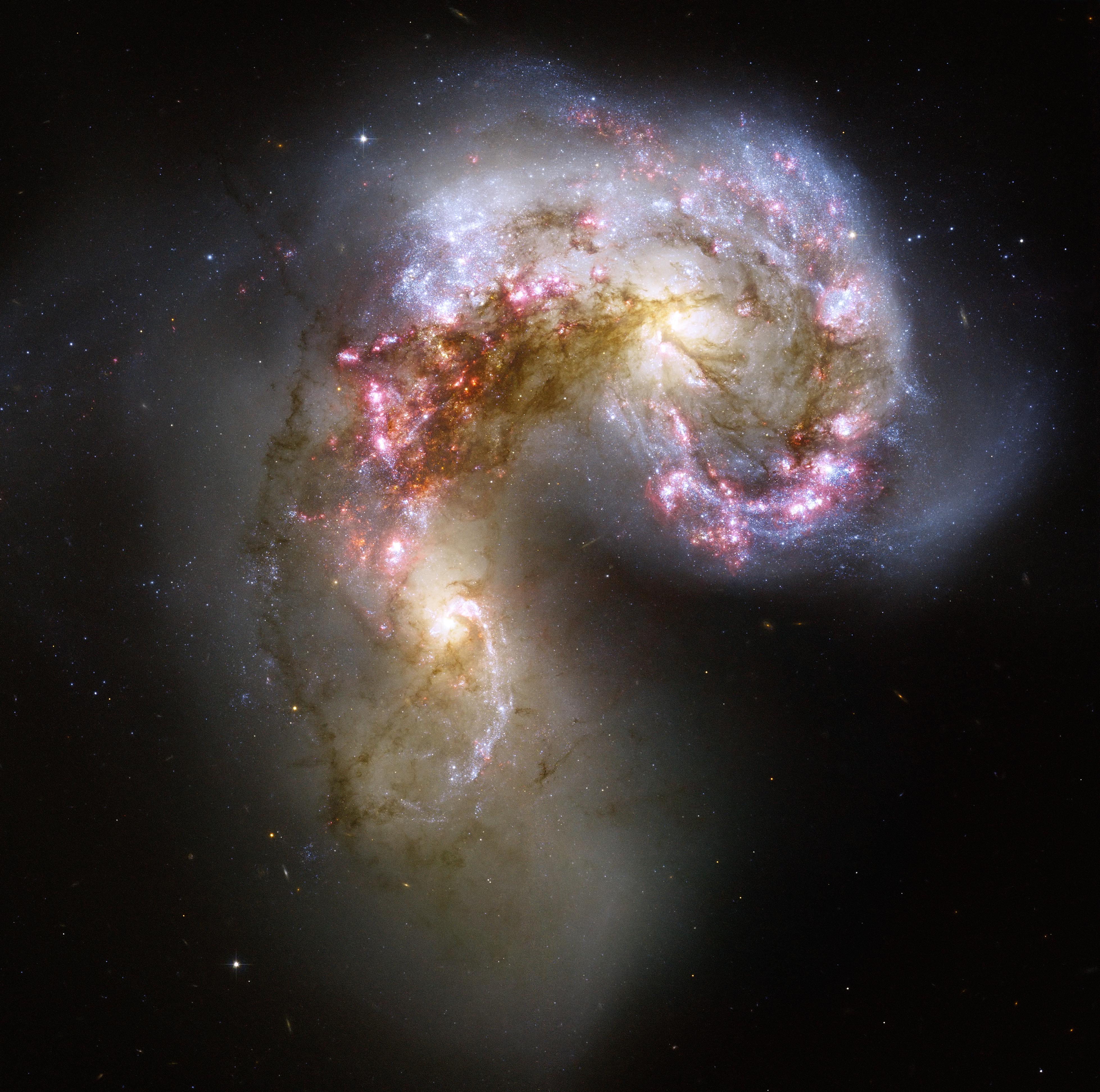
Antennestelsel, een duo botsende stelsels - de felle blauwe knooppunten zijn jonge sterren die recent zijn geboren door de samensmelting.

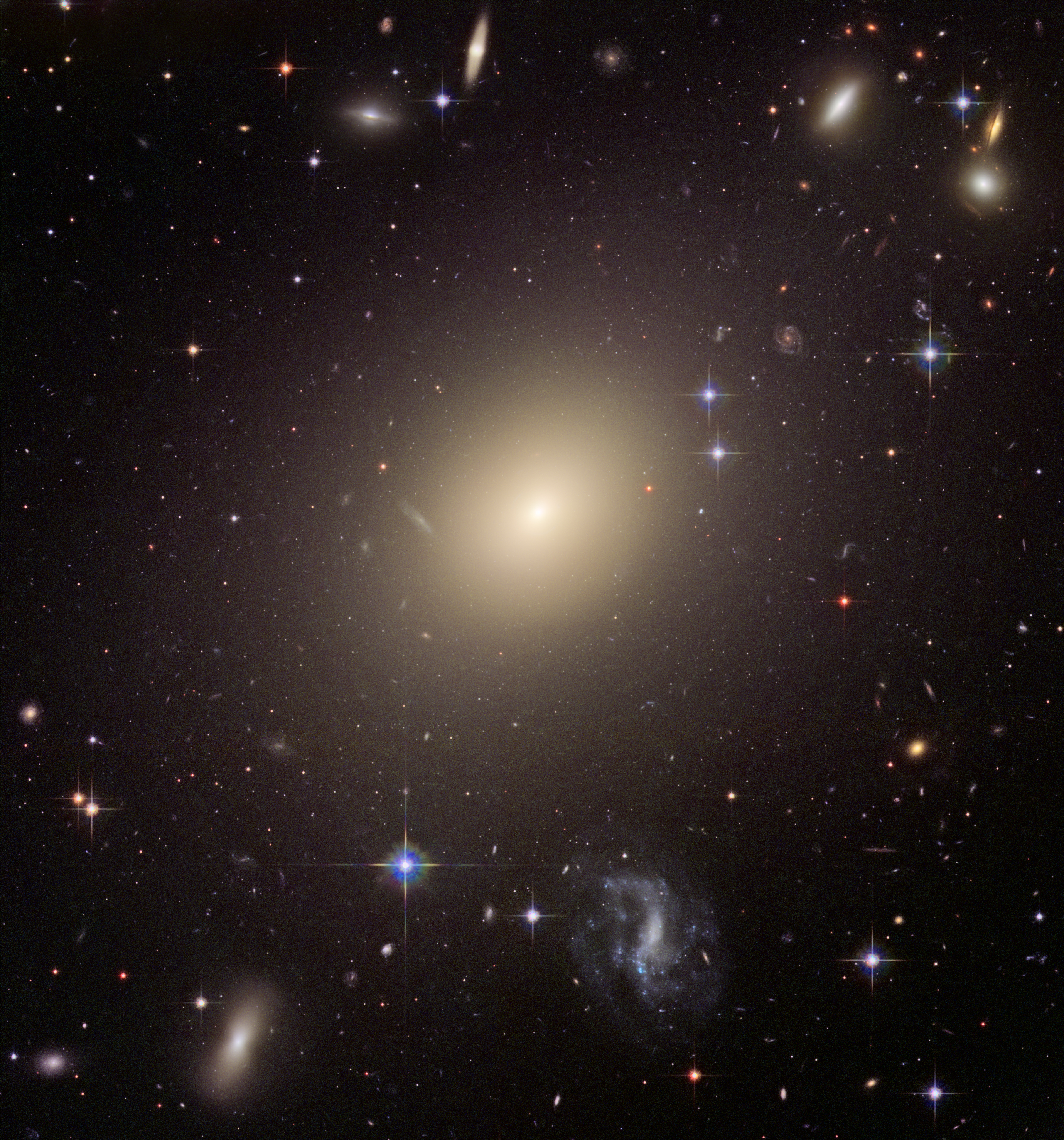
ESO 325-G004, een standaardvoorbeeld van een elliptisch sterrenstelsel.

Elliptische sterrenstelsels (zoals IC 1101) zijn de grootste tot nu bekende stelsels. De sterren die ze bevatten vertonen omloopbanen met een willekeurige richting, in tegenstelling tot in de schijfstelsels waar de sterren een omloopbaan met een rotatie vertonen. Een karakteristieke eigenschap van elliptische sterrenstelsels is dat de snelheid van hun sterren niet per se hoeft bij te dragen aan het platte karakter van de vorm, zoals dat wel in spiraalstelsels het geval is. Elliptische sterrenstelsels bezitten een centraal superzwaar zwart gat, en de massa van deze zwarte gaten corresponderen met de totale massa van het stelsel.
Elliptische sterrenstelsels hebben twee hoofdfasen van evolutie. De eerste fase is het groeien van het superzware zwarte gat onder invloed van een accretieproces van aangetrokken gas. De tweede fase wordt gekenmerkt doordat het zwarte gat stabiliseert, wat in een stabiel elliptisch sterrenstelsel resulteert. De massa van het centrale zwarte gat staat in verhouding tot de verdeling van de stersnelheden in hun omloopbanen eromheen, een eigenschap die de M-sigma relatie wordt genoemd, ontdekt in 2000. Elliptische sterrenstelsels zijn meestal zonder een schijfvorm, alhoewel de bulge in sommige schijfstelsels sterk lijken op elliptische. In clusters en dichtbevolkte gebieden in het universum zijn de meeste elliptische sterrenstelsels te vinden.
Volgens de huidige denkgang in de astronomie zijn elliptische stelsels de verst gevorderde vorm van sterrenstelselevolutie. Het is algemeen aangenomen dat elliptische stelsels ontstaan door het samensmelten van meerdere kleinere sterrenstelsels. Veel van de sterrenstelsels in ons universum zijn door middel van de zwaartekracht aan elkaar verbonden, betekenend dat ze de grip op elkaar nooit zullen verliezen. Als de stelsels van vergelijkbare grootte zijn, zal het resultaat van de samensmelting op geen van de beide voorouders meer lijken, maar resulteren in de elliptische vorm. Ook zijn er vele vormen van samensmeltingen waarbij het resultaat niet altijd een elliptische zal zijn, maar waar grote structurele veranderingen plaatsvinden. Een goed voorbeeld hiervan is de samensmelting van de Melkweg en de Magelhaense wolken, die verondersteld wordt in het heden plaats te vinden.  
Samensmeltingen tussen grote sterrenstelsels worden als explosief beschouwd, en de frictie tussen botsende gaswolken in de stelsels kunnen schokgolven onderhevig aan de zwaartekracht veroorzaken, welke de grond kunnen leggen voor de geboorte van nieuwe sterren. 
In de Lokale Groep zijn het Melkwegstelsel en de Andromedanevel met zwaartekracht verbonden, en naderen elkaar met hoge snelheid. Volgens de simulaties zullen zij elkaar in minder dan 5 miljard jaar treffen.

## Uitgebluste sterrenstelsels

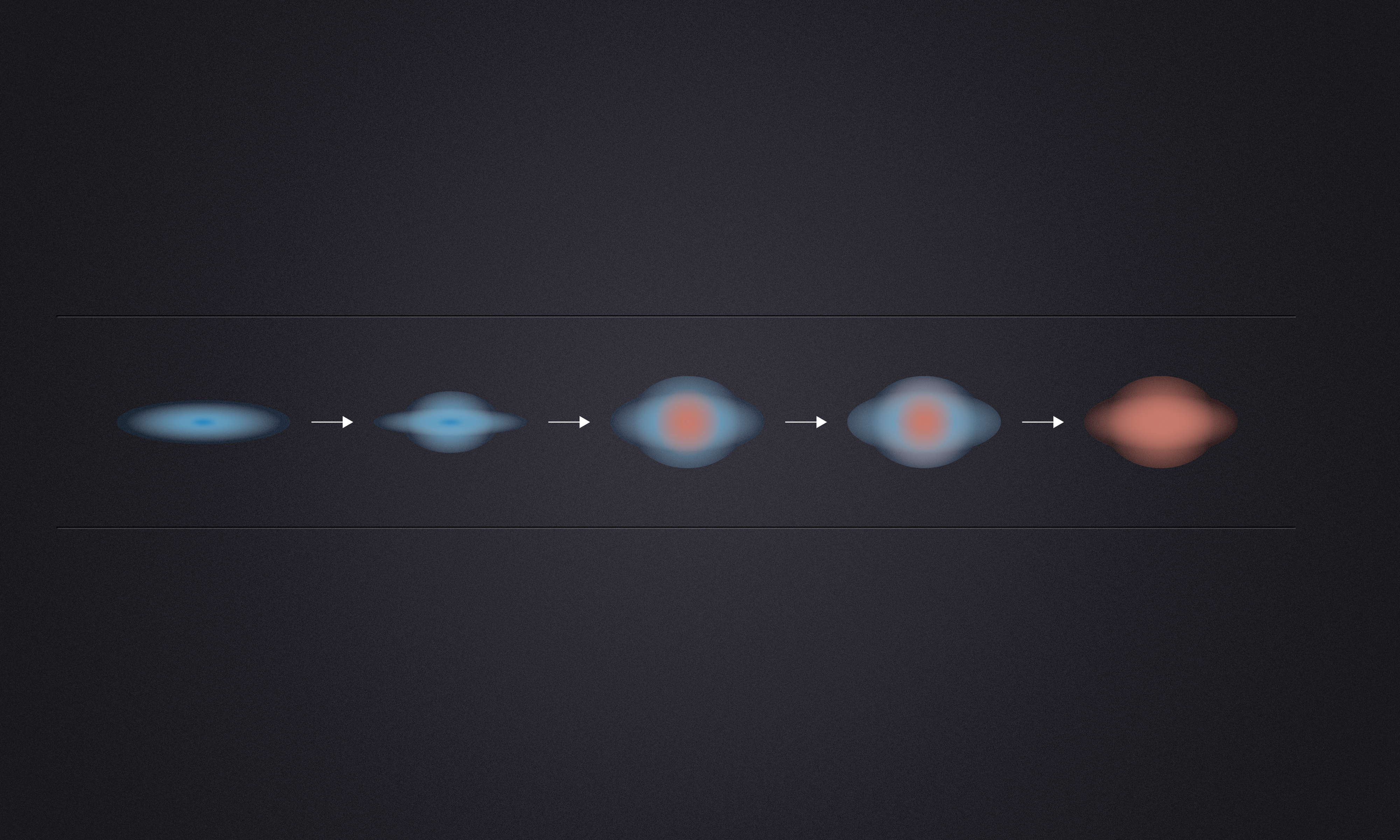
Ruwe weergave van de overgang van jong en blauw naar oud en rood.

Een observatie die moet worden verklaard voor een correcte theorie voor sterrenstelselevolutie is het bestaan van twee zeer verschillende soorten stelsels op het stelselkleurdiagram (zie illustratie). De meeste sterrenstelsels vallen onder 1 van de 2: rood of blauw. Rode reeks stelsels zijn meestal niet stervormend, elliptisch met weinig gas en stof. Terwijl de blauwe veelal wolkachtige, stervormende, stoffige spiraalstelsels zijn.  
Zoals hierboven beschreven evolueren stelsels van spiraalvormig naar elliptisch via samensmeltingen. Echter is de huidige snelheid waarmee samensmeltingen plaatsvinden niet afdoende om te verklaren hoe alle stelsels van blauw naar rood overgaan. Het verklaart ook niet hoe het kan dat stergeboorte stilvalt in stelsels. Een goede evolutietheorie moet deze uitgebluste stelsels dus kunnen verklaren.
Stervorming vindt plaats onder invloed van koud gas, dus is een sterrenstelsel uitgeblust als het koude gas op is. Echter wordt aangenomen dat dit uitblussen relatief snel gebeurt (in minder dan 1 miljard jaar), wat veel sneller is dan een stelsel door zijn voorraad heen zou moeten zijn. Simulaties verklaren dit door te hypothetiseren over andere mechanismen. Deze mechanismen kennen twee categorieën: (1) afstoppende mechanismen die het koude gas niet het stelsel laten binnenkomen of op een andere manier stervorming tegengaan of (2) mechanismen die het gas uit het stelsel spuwt waardoor de stervorming stilvalt. Er zijn verschillende interessante modellen in onderzoek. De Melkweg en de nabije Andromedanevel tonen sterke verschijnselen in het proces van uitblussing te verkeren en veranderen langzaam van actief blauw naar rustig rood.

## Galerij

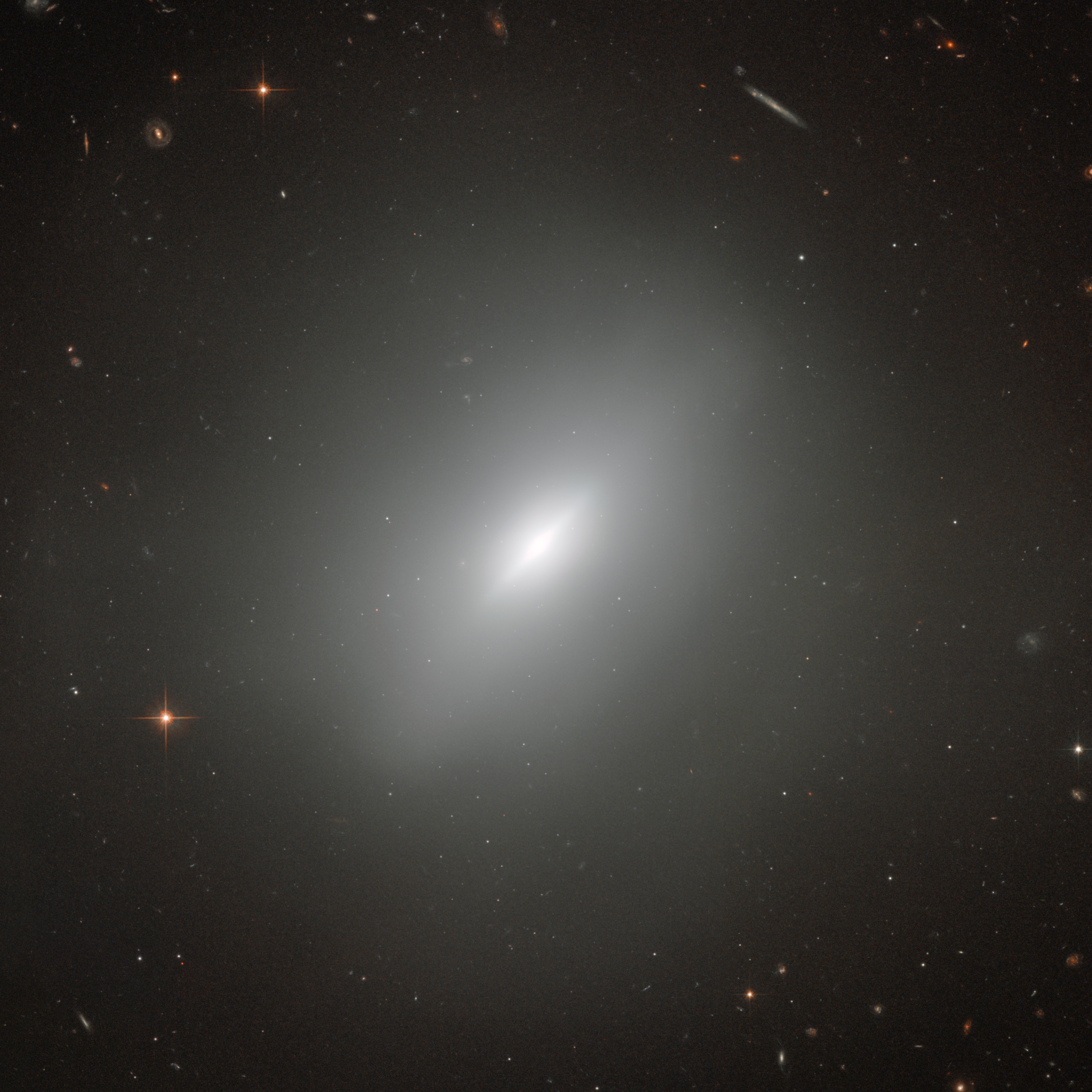
NGC 3610, de nog aanwezige structuur in de schijf wijst erop pas gevormd te zijn.
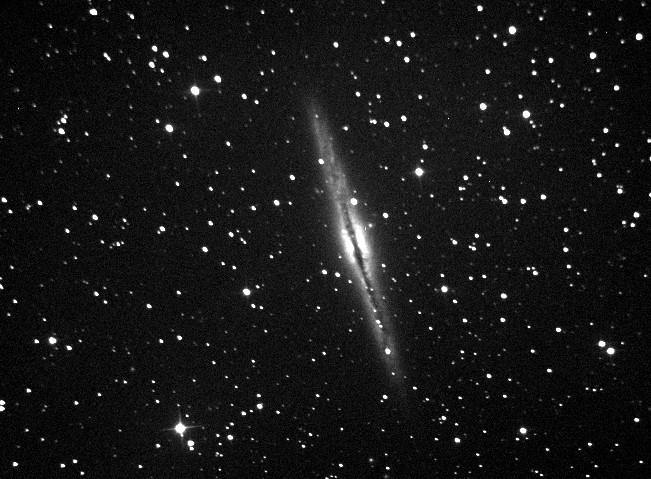
NGC 891, een erg dun schijfstelsel.
Een afbeelding van Messier 101, een prototype spiraalvormig sterrenstelsel van bovenop gezien.
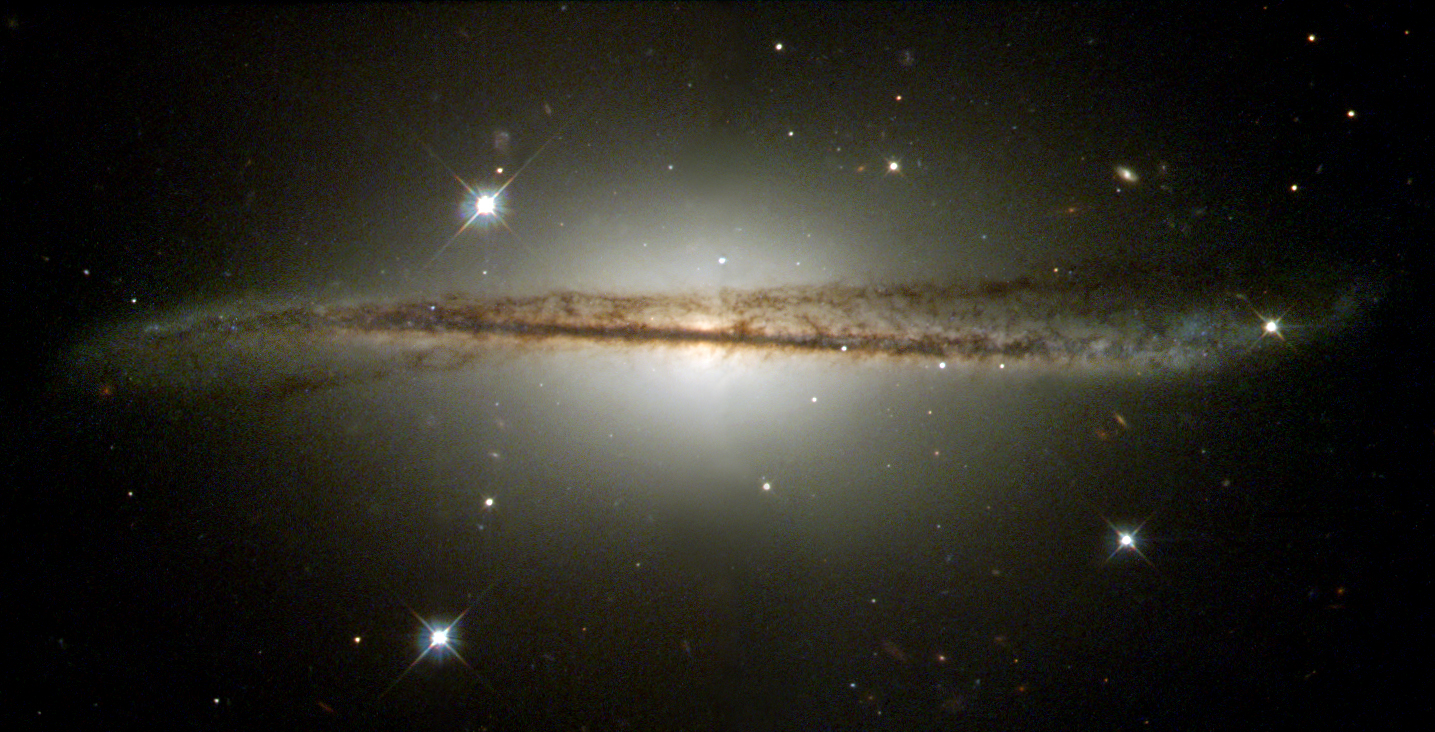
Een spiraalvormig stelsel, ESO 510-G13 is vervormd geraakt door een botsing met een ander stelsel. Als het andere stelsel volledig geabsorbeerd is, zal de vervorming verdwijnen. Dit proces kan zomaar miljoenen of zelfs miljarden jaren gaan duren.

## Bron
- Dit artikel of een eerdere versie ervan is een (gedeeltelijke) vertaling van het artikel Galaxy formation and evolution op de Engelstalige Wikipedia, dat onder de licentie Creative Commons Naamsvermelding/Gelijk delen valt. Zie de bewerkingsgeschiedenis aldaar.